# 허영관
허영관(許詠寬, 1963년 4월 15일 ~ )은 대한민국의 정치인이다.

## 학력
- 부산대학교 중어중문학과 1년 중퇴

## 경력
- 민주노동당 부산시당 해운대구 당원협의회 위원장
- 민족예술인총연합 노동문화위원회 위원장
- 진보신당 부산시당 해운대구·기장군 당원협의회 위원장
- 노동당 부산시당 위원장
- 2015.07 ~ 2017.07 정의당 부산시당 공동위원장
- 정의당 전국위원
- 정의당 부산시당 해운대구·기장군 당원협의회 위원장
- 2019.09 ~ 정의당 부산시당 고문

## 역대 선거 결과
|  | 11.20% |

|  | 28.61% |

|  | 3.14% |